# マリヤ・ドルゴルーコヴァ
マリヤ・ウラジーミロヴナ・ドルゴルーコヴァまたはドルゴルーカヤ（ロシア語: Мария Владимировна Долгорукова / Maria Vladimirovna Dolgorukova, ? - 1625年1月）は、ロマノフ朝の初代ツァーリ、ミハイル・ロマノフの最初の皇妃（ツァリーツァ）。
ウラジーミル・チモフェーエヴィチ・ドルゴルーコフ公の娘、母は公女マリヤ・ヴァシリエヴナ・バルバシナ＝シュイスカヤ。リューリク朝の流れをくむ名門貴族ドルゴルーコフ家の出身。1624年に皇妃に選ばれたが、結婚後わずか4か月で急逝した。マリヤは難産が原因で死んだらしく、ミハイルは妊娠していた女性と結婚したことになる。